# Cheongju (Reiswein)
Cheongju (koreanisch 청주, [ˈtʃʰɔŋdʒu]) ist ein klarer, koreanischer Reiswein. Eine beliebte Marke ist Chung Ha (청하). Es gibt zahlreiche lokale Variationen von Cheongju, unter anderem Beopju, der in der Stadt Gyeongju gebraut wird.